# Lolligambiet
Het Lolligambiet is een openingsvariant bij het schaken; dit gambiet is een variant in het koningsgambiet. De beginzetten zijn:
1. e4 e5
2. f4 exf4 (het aangenomen koningsgambiet)
3. Pf3 g5
4. Lc4 g4
5. Lxf7

Het gambiet valt onder Eco-code C37.
Het Lolligambiet dateert uit de 18e eeuw. 